# ベルト・ケンプフェルト
ベルト・ケンプフェルト（ベルト・ケムプフェルトとも表記、Bert Kaempfert、1923年10月16日 - 1980年6月21日）は、ドイツ出身の楽団指揮者、作曲家、編曲家。プロデューサー。ハンブルク生まれ。

## 生涯
1950年代から、当時の西ドイツの大手レコード会社、ポリグラム社でプロデューサーを務める傍ら、ベルト・ケンプフェルト楽団の活動をスタートさせる。
1958年に発売された「真夜中のブルース（Midnight Blues）」が、彼の日本に於ける初めてのヒットとなる。その後も「愛の誓い（Till）」、「星空のブルース（Wonderland by Night）」と立て続けにヒットを放ち、特に後者は1961年に、全米ヒットチャートTOP100の第1位に輝いた。また1963年には、「ジンゴ・ジャンゴ（Jingo Jango）」を全米TOP100の、第8位へ送り込んでいる。
指揮者のイメージがあまりにも強いが、アコーディオン、ピアノ、クラリネット、サクソフォーンを演奏する事ができる楽器演奏家でもあった。
ビートルズのプロデュースをした事でも有名で、1961年から1962年にかけてハンブルクでステレオ録音を行い、彼らのアルバム、シングルを制作した（ビートルズのポリドール・セッション）。
1980年6月21日、スペイン・マジョルカ島の自宅で心臓発作のため死去。享年56歳。

## 主なヒット曲・提供曲
- 星空のブルース（Wonderland by Night）※彼の楽団による代表曲。1960年発表、ステレオ録音。翌年全米TOP100の第1位。ニッポン放送「P盤アワー」のテーマ曲に使われた。
- 真夜中のブルース※1958年発表、モノラル録音。日本で彼の楽団による初のヒット曲。
- 愛の誓い（Till）※1958年発表、モノラル録音。
- マイ・ボニー※ビートルズのポリドール・セッションでプロデュース。
- ジンゴ・ジャンゴ（Jingo Jango）※1963年発表、「クリスマス・ワンダーランド」収録。全米TOP100の8位に入るヒットとなる。
- マルタ島の砂※ハーブ・アルパートとティファナ・ブラスがカバー。
- L-O-V-E※ナット・キング・コールでヒット。
- ダンケ・シェーン※コニー・フランシスでヒット。
- 夜のストレンジャー※フランク・シナトラでヒット。